# DKMS
DKMS (Deutsche Knochenmarkspenderdatei) – międzynarodowe centrum dawców szpiku kostnego typu non-profit, z siedzibą w Tybindze w Niemczech, z oddziałami w USA, Wielkiej Brytanii, Chile, Polsce, Indiach i RPA. DKMS działa w obszarach nowotworu krwi i transplantacji hematopoetycznych komórek macierzystych oraz podnosi świadomość zapotrzebowania na dawców na przeszczep hematopoetycznych komórek macierzystych, których potrzebują osoby z nowotworami krwi do leczenia, a także pomaga ludziom zarejestrować się w krajowych rejestrach szpiku kostnego. Z biegiem lat DKMS rozszerzył swoją działalność poza Niemcy.
Oddziałem DKMS-u w Polsce jest Fundacja DKMS.

## Historia
Historia DKMS-u rozpoczęła się, kiedy na białaczkę zachorowała Mechtild Harf i dowiedziała się, że jedynym możliwym leczeniem w przypadku białaczki, na którą cierpiała, jest przeszczepienie szpiku kostnego. Okazało się też, że nikt z jej rodziny nie kwalifikuje się jako zgodny dawca. W tym czasie w Niemczech było zarejestrowanych zaledwie 3000 potencjalnych dawców krwiotwórczych komórek macierzystych. 28 maja 1991 roku Peter Harf wspólnie z opiekującym się jego żoną lekarzem transplantologiem Gerhardem Ehningerem założyli DKMS. W pierwszym roku działalności liczba dawców wzrosła z 3000 do 68 000.
W 2014 roku DKMS zaczął promować 28 maja jako Światowy Dzień Walki z Nowotworami Krwi.

## Kontrowersje
W Hiszpanii krytykowano zawyżanie kosztów przez hiszpański oddział fundacji. DKMS wyceniał procedury na kwotę ok. 14500 euro, czyli o 6000 euro drożej, niż działająca w tym kraju Fundación Carreras. W styczniu 2012 hiszpańskie ministerstwo zdrowia zabroniło dalszej działalności DKMS, polegającej na pozyskiwaniu dawców, ponieważ nie posiada wymaganych pozwoleń na działalność w tym kraju. Fundacja prowadzi jednak dalej werbunek, co tłumaczy swobodą gwarantowaną jej przez prawo hiszpańskie i europejskie.